# Rasztan és Talbísze ostroma
Rasztan és Talbísze ostroma a Szíriai Hadsereg egyik hadművelete volt a szíriai polgárháború kezdeti szakaszában. 2011. május 28-án egy nagy tüntetést követően a Szíriai Hadsereg hadműveletet indított a Homsztól nagyjából 20 kilométerre fekvő, 50.000 lakosú Rasztam városában és a vele szomszédos Talbiszében. A harcok végére felfüggesztették a tüntetéseket, és több embert megöltek. A Szíriai Hadsereg eközben több felfegyverzett csoporttal is megküzdött.

## Előzmények
Április közepén nagy tüntetés kezdődött Rasztanban és a vele szomszédos Talbiszében. Április 29-én a kormányzó Baasz Párt mintegy 50 tagja lemondott. Rövidesen, mikor a lemondás hírét egy nagy tüntetésen hangosan felolvasták, a Katonai Hírszerzés állítólag lelőtt és ezzel megölt 17 tüntetőt. Egy hét múlva 100 tank és több hadosztály is megjelent a városánál, melyek körbe is kerítették Rasztant. Ezután a tüntetők ledöntötték a volt elnök, Hafez el-Aszad szobrát, és fogadalmat tettek, annak ellenére, hogy Bassár el-Aszad kormánya söprögetésszerűen tartóztatta le az ellenfeleit. Május során a tüntetések folyamatosak voltak Rasztanban és a környező területeken is.

## A hadművelet
Május 28-án, vasárnap, a szíriai hadsereg behatolt Rasztan és Talbisze városaiba, mindössze egy nappal azután, hogy az addigi legnagyobb tüntetésüket megtartották. Az ellenzék Talbiszéből lövöldözésről számolt be, és azt mondták, a katonák otthonokba törtek be, és civileket tartóztattak le.  Az ellenzékiek szerint miután a kormány elvágott minden vízvételi lehetőséget, elektromos és telekommunikációs összeköttetést a környéken és lezárta az utakat, megindult a városok felé. Egy szemtanú úgy nyilatkozott az Al Jazeerának, hogy vasárnap egy aknavetőből kilőtt lövedék talált el egy iskolabuszt, mely Talbiszében gyerekeket szállított. Szintén megtámadtak egy egészségügyi dolgozót, aki a segítségükre sietett, de végül engedték, hogy a sérül gyerekeket a közeli Deir Balba kórházába szállítsák.
Május 30-án a jelentések szerint Rasztan és Talbisze lakosai lőtték a hadsereg katonáit, melyben rohampuskát és rakétameghajtású gránátot is bevetettek. Egy homszi lakos azt mondta: „A hadsereg még mindig fegyveres ellenállással találkozik, és nem mer bemenni a két városba. … A hadsereg még mindig a városokon kívül van, és azt mondták nekem, lövik a hadsereg járműveit, köztük a csapatszállítókat is.” Egy másik ellenzéki aktivista is megerősítette, hogy a helybéliek aktívan védekeznek, de szerinte inkább arról van szó, hogy egyedülálló ellenállók védik magukat, és nincs szó szervezett csapatokról. Az ellenzéki Helyi Koordinációs Bizottságok azt mondták, május 28-án, reggel korán a hadsereg tüzérséggel támadta meg Talibiszét, de eközben orvlövészeket telepítettek a mecsetek tetejére. Ellenzéki források szerint június 4-én Rasztanban a Szíriai Hadsereg legalább két embert megölt tüzérségi és gépesített lövésekkel.

## Következmények
Szeptember végi jelentések szerint megnőtt a hadsereg jelenléte Rasztanban, a Szíriai Szabad Hadsereg pedig azt állította, hogy a rasztani csatában 17 páncélozott csapatszállítót tett tönkre, amihez RPG-ket és taposóaknákat vetettek be. Október 1-én a Szíriai Hadsereg elfoglalta Rasztant, az ellenzéki csapatok és a polgári lakosok tagjai közül 130 embert megölt, és 3000 feltételezhető ellenzéki tagot letartóztatott a helyi aktivisták szerint.

## Külső hivatkozások
- We Live as in War Archiválva 2014. augusztus 30-i dátummal a Wayback Machine-ben, Human Rights Watch, 2011. november 11.
- By All Means Necessary! Archiválva 2015. július 18-i dátummal a Wayback Machine-ben, Human Rights Watch, 2011. december 16.

Koordináták: é. sz. 34,9167°, k. h. 36,7333°34.916700°N 36.733300°E